# Clistoronia maculata
Clistoronia maculata là một loài Trichoptera trong họ Limnephilidae. Chúng phân bố ở miền Tân bắc.